# さくら那須モータースクール
株式会社さくら那須モータースクール（さくらなすモータースクール）は、栃木県さくら市に本社を置く企業。栃木県内に直営3校の栃木県公安委員会公認指定自動車教習所の運営を行う。グループ全体では4校存在する。

## 沿革
- 1961年（昭和36年）5月 - 氏家町（現さくら市）に氏家自動車教習所開校
- 1963年（昭和38年）4月 - 法人組織化し有限会社氏家自動車教習所となる。
- 1969年（昭和44年）3月 - 黒磯市（現那須塩原市）にカーアカデミー那須高原を開校。
- 1973年（昭和48年）2月 - 西那須野町（現那須塩原市）に那須自動車学校を開校。
- 2007年（平成19年）8月1日 - 氏家自動車教習所をさくら那須モータースクールに改める。
- 2012年（平成24年） - 株式会社創新（本教習所が属していたエストグループ（中核の（株）エストは2011年4月に破産[4]）の事業のうち、宇都宮市内のウィークリーマンション事業を継承した[5]企業）が運営する宇都宮岡本台自動車学校がさくら那須モータースクールグループに加盟。

## 事業所・グループ校
- さくら那須モータースクール
- 那須自動車学校
  - 那須クレーン教習所を併設
- カーアカデミー那須高原
- 宇都宮岡本台自動車学校（運営は株式会社創新）

## さくら那須モータースクール
所在地:栃木県さくら市氏家2787-2

### 取得できる免許
- 中型自動車
- 普通自動車第一種
- 普通自動車第二種
- 大型特殊自動車
- 普通自動二輪車

### 周辺
- 氏家ミュージアム
- さくら市鬼怒川河川公園

## 那須自動車学校

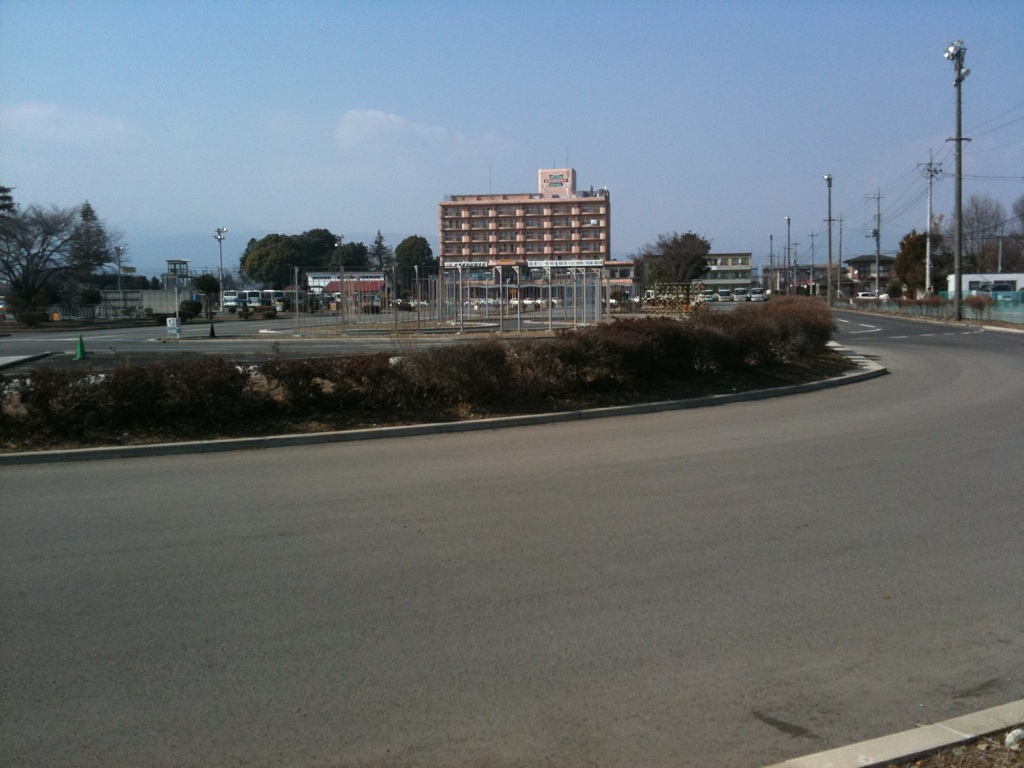
那須自動車学校全景

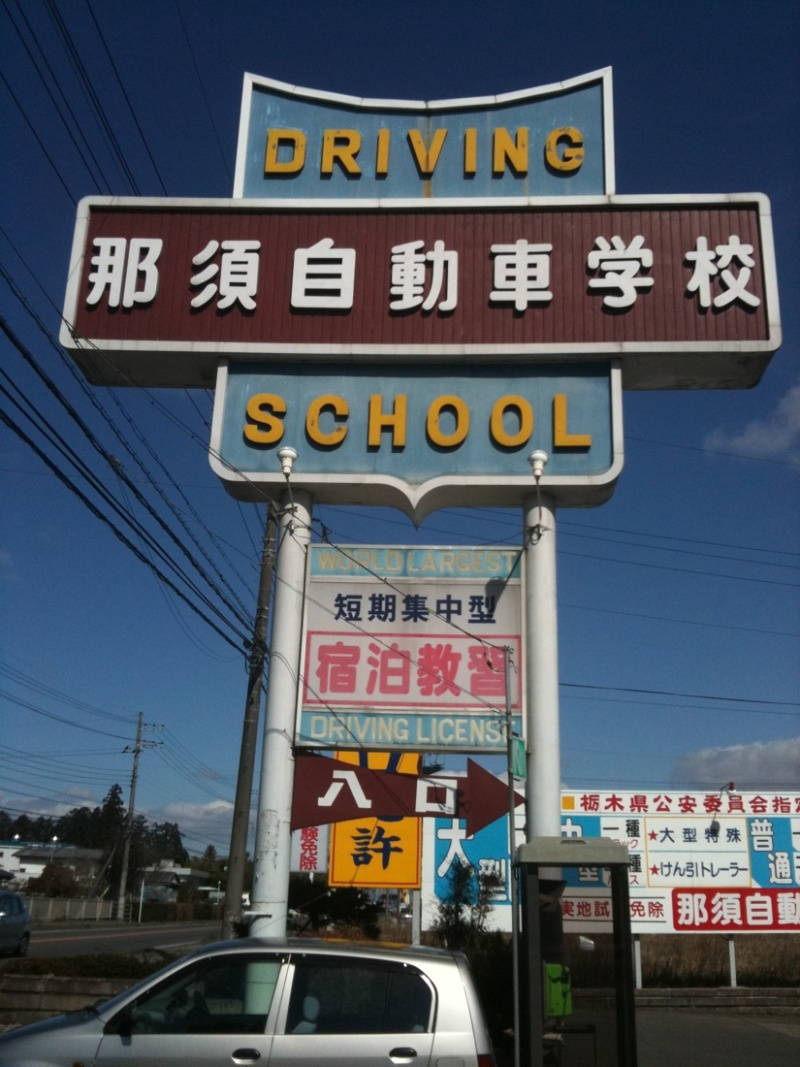
国道4号沿いに設置されている那須自動車学校入り口の看板

那須自動車学校（なすじどうしゃがっこう）は、栃木県那須塩原市にある栃木県公安委員会公認の指定自動車教習所。
「生涯無事故無違反」、「接客教習」をモットーに掲げている。
- 所在地:栃木県那須塩原市二区町352-7
- 座標:北緯36度52分46.6秒 東経139度57分50.4秒 / 北緯36.879611度 東経139.964000度

### 取得できる免許
- 大型自動車第一種
- 大型自動車第二種
- 中型自動車第一種
- 中型自動車第二種
- 普通自動車第一種
- 普通自動車第二種
- 大型特殊自動車第一種
- けん引自動車第一種
- 大型自動二輪車
- 普通自動二輪車

併設の那須クレーン教習所（大型第一種・大特・けん引に限る）において移動式クレーン運転免許、技能講習特別教育など13種類の資格が取得できる。
- 移動式クレーン (免許)
- 小型移動式クレーン
- 床上操作式クレーン
- フォークリフト
- 玉掛け
- 車両系建設機械（整地）と（解体）
- ロードローラー (特別教育)

### 教育訓練給付金制度の利用
大型二種、大型一種、大型特殊、けん引の教習は厚生労働大臣指定教育訓練講座になっているため、教育訓練給付制度を利用できる。ただし、追加料金無しの安心コースは除く。

### 宿泊施設
教習所本館の建物3階から7階が教習生の宿泊施設になっている。本館は全て相部屋である。3階が女性専用、4階から7階は男性専用である。
隣接のクレーン教習所の教習生も利用している。
本館の宿泊施設とは別に、個室希望者には敷地内に男性専用個室宿泊施設である「那須ホテル」および、女性専用個室（シングル / ツイン）宿泊施設である「那須ホテルアネックス」を有する。
また、状況によっては同じ那須塩原市内に有る「乃木ヒルズ」か「スカイハイツ」に案内されることもある。こちらに案内されると、定期運行されているスクールバスで教習所に通うことになる。
本館の相部屋には各部屋に共用のバスルームがある。個室宿泊施設には各部屋にユニットバスがある。
それ以外の入浴設備としては、那須ホテルの大浴場への入浴が可能である。また、乃木温泉ゆの郷行きの無料送迎バスが出ている。

### その他
教習所には自家用車で来校が可能。
教習所内は喫煙所を除いて屋外含む全面禁煙及び禁酒 である。
共有自転車を所有しており、教習生が無料で利用できる（雨天を除く）。ただし、17時までに返却しなければならない。

### 食事
- 「レストランNICE III」を施設内に併設し、日替わりビュッフェスタイル・食べ放題の毎日3食の食事を取ることができる。週に数回昼食に名物宇都宮餃子が並ぶ。レストランの利用料も宿泊料金に含まれているため、名札を付けた宿泊教習生は支払いをすることなく食事が可能である。名札がない場合は食事ができない。「レストランNICE III」は、那須自動車学校の教習生だけでなく職員や隣接のクレーン教習所教習生も利用している。

### 検定
卒業検定は、毎週月曜日、水曜日、土曜日に行われる。
修了検定は、毎週火曜日、木曜日、日曜日に行われる。

### コース
所内のコースは、1周が1000mのコースが設置されている。
けん引の方向変換や大型二種の鋭角のような難易度の高い課題はコース内に2か所設置されている。
大型車のクランクコースは無く、代わりに大型車のS字コースに立体障害物が設置されている。

### アクセス
- 東日本旅客鉄道（JR東日本）宇都宮線（東北本線）西那須野駅から送迎バスで約15分
- 新幹線・宇都宮線那須塩原駅から送迎バスで約20分
- 他にも定期送迎バスが、近隣を巡回している。

## カーアカデミー那須高原
カーアカデミー那須高原（カーアカデミーなすこうげん）は、栃木県那須塩原市にある栃木県公安委員会公認の指定自動車教習所。
合宿免許での教習にも力を入れている。
- 所在地:栃木県那須塩原市鍋掛1088-285
- 座標:北緯36度57分29.8秒 東経140度4分6.2秒 / 北緯36.958278度 東経140.068389度

### 特徴
- 100台以上の二輪教習車と二輪専用の教習コースを保有しその規模は日本最大と云われており、二輪教習に特化している自動車教習所である。
- 普通免許の教習設備もあり合宿では普通自動二輪免許と普通自動車免許との同時教習も可能となっている。
- 新型コロナ感染防止のため合宿生の外出は理由を問わず一切禁止となっている。なお、生活に必要な買い物については窓口に依頼をする方法を取っている。
- 未成年者の喫煙は厳禁となっており、発覚すると即刻強制退校処分となる。併せて無断外出、宿舎での飲酒も同様である。
- 普通自動二輪免許の教習を扱っている関係上、未成年の教習生が多く、教習と指導にについては厳しく行っている。
- 合宿中の食事については３食バイキング形式と謳っているが、新型コロナ感染防止のため「定食」の形式をとっておりメインのおかず以外についてのみ食べ放題となっている。
- 食事の人気メニューは、名物の宇都宮餃子で、週に何回かは出てくる。
- 大型自動二輪免許の教習については普通自動二輪免許がなくても18歳以上ならば入校が可能となっている。

### 宿泊施設
- 那須高原ホテル　教習所敷地内にある男性専用の宿舎。カプセルホテル風のベッドが備わっている相部屋と個室がある。さらにマーガレットと呼ばれるシングルベッドの個室も利用可能。大浴場、コインランドリー、飲み物の自動販売機完備・トイレは共同。敷地外への外出は理由を問わず一切厳禁。夜10時に点呼があるため起きていなくてはならない。夜11時消灯、消灯後はトイレの用以外カプセルベッドや自室から出ることは禁止となる。

- 乃木ヒルズ　教習所から送迎バスで約20分。マンションタイプの宿舎。シングルとツインの部屋がありそれぞれキッチン・バス・トイレが備わる。

- スカイハイツ　教習所から送迎バスで約20分。マンションタイプの宿舎。ツインルームでキッチン・バス・トイレが各部屋に備わる。ルームシェアも可。

※女性の教習生については乃木ヒルズかスカイハイツのいずれかにて宿泊となる。送迎は朝と夜の１便のみで基本的に教習の空き時間に宿舎へ戻ることは出来ない。
※乃木ヒルズ、スカイハイツ共にさくら那須モータースクールと那須自動車学校の合宿生も利用する。

### 取得できる免許
- 普通自動車第一種(通学生のみ。合宿生は二輪免許との同時教習申込みのみ可)
- 大型自動二輪車(普通自動二輪免許が無くても入校可。18歳以上、ＡＴ限定・ＭＴ)
- 普通自動二輪車(16歳以上、ＡＴ限定・ＭＴ)
- 小型自動二輪車(16歳以上、ＡＴ限定・ＭＴ)

### アクセス
- 東北本線黒磯駅から車で10分
- 東北新幹線那須塩原駅から送迎バスあり。（合宿の場合）

## 宇都宮岡本台自動車学校
- 所在地:栃木県宇都宮市下岡本町2109-4
- 座標:北緯36度36分9.5秒 東経139度56分45秒 / 北緯36.602639度 東経139.94583度
- 普通自動車第一種免許についてのみ合宿での教習も行っている。

### 宿舎
- 岡本台ハイツ　平成28年開設。4人相部屋の男性用宿舎で学校敷地内にある。4人部屋と言っても各ベッドには仕切りと液晶テレビが設置されておりイメージとしては個室のインターネットカフェのようである。
- エスト上戸祭　男性専用のマンションタイプのシングルルーム。送迎バスで15分。

- エスト岡本　JR岡本駅前ロータリー横に建つマンションタイプの男女兼用シングルルーム。送迎バスで約3分。

### レストラン
- レストラン　ナイス・イン

### 取得できる免許
- 普通自動車第一種
- 普通自動車第二種
- 大型自動二輪車
- 普通自動二輪車
- 大型特殊自動車

### アクセス
- JR宇都宮線岡本駅徒歩10分